# Esa Seeste
Esa Seeste (Vyborg, Finlandia, 4 de julio de 1913, Helsinki, 2 de octubre de 1997) fue un gimnasta artístico finlandés, medallista olímpico de bronce en Berlín 1936 en el concurso por equipos.

## Carrera deportiva
Consiguió el bronce en las Olimpiadas de Berlín 1936 en el concurso por equipos, quedando en el podio tras los alemanes y los suizos. Doce años después, tras el paréntesis que supuso en los deportes la Segunda Guerra Mundial, en el Mundial de Basilea 1950 gana la plata en el concurso por equipos, esta vez tras los suizos y por delante de los franceses.